# Magnus Nordborg
Magnus Nordborg är en biolog som specialiserat sig på populationsgenetik. Han är den vetenskapliga direktören för Gregor Mendel-institutet vid den Österrikiska vetenskapsakademin, belägen vid Wien Biocenter.

## Utmärkelser
År 2003 fick Nordborg Sloan Research Fellowship.
Han valdes till en "fellow" i American Association for the Advancement of Science år 2010.  2015 valdes han in som medlem i European Molecular Biology Organization.
Sedan 2013 är han medlem av den Österrikiska vetenskapsakademin.